# Kondor
Kondor (farsi کندر) è una città dello shahrestān di Khalilabad, circoscrizione di Sheshtaraz, nella provincia del Razavi Khorasan in Iran. Aveva, nel 2006, una popolazione di 5.700 abitanti.